# Clarence Melvin Zener
Clarence Melvin Zener (Indianápolis, Indiana, Estados Unidos, 1 de diciembre de 1905 - Pittsburgh, Pensilvania, 15 de julio de 1993) fue un físico estadounidense que descubrió el efecto que lleva su nombre en los diodos semiconductores. Con amplios conocimientos de matemáticas, escribió sobre una gran variedad de materias, entre ellas sobre Superconductividad y sobre Metalurgia y Anelasticidad, entre otras. Tras doctorarse en física en la Universidad de Harvard en 1930, enseñó en varias universidades del país y trabajó durante un breve periodo en Westinghouse.

## Síntesis biográfica
Realiza estudios de física en la universidad de Stanford, en la que se gradúa en 1926. En 1929 recibe un doctorado (Ph.D.) de la universidad de Harvard y amplia estudios en la universidad de Leipzig.
En 1934 publica un artículo sobre la ruptura de las propiedades aislantes de ciertos materiales.
A principios de la década de 1950, tras la invención del transistor y siguiendo sus investigaciones sobre materiales semiconductores, William B. Shockley y varios colegas de los Laboratorios Bell estudiaron el fenómeno de la corriente inversa en las uniones p–n, explicándolo según la teoría que Zener había desarrollado en su trabajo de 1934 sobre el efecto túnel. La aplicación práctica de estas investigaciones se materializa en un diodo semiconductor que Shockley bautiza como diodo Zener.
En 1935 comienza su carrera docente en la Universidad Washington en San Luis, continuando en 1937 en el City College of New York y en 1940 en la Washington State University.
Durante la II Guerra Mundial realiza labores de investigación en el Watertown Arsenal (Massachusetts).
Al finalizar esta, pasa a ejercer como profesor en la Universidad de Chicago hasta el año 1951. En este periodo realiza estudios pioneros sobre anelasticidad en metales y publica el primer libro sobre esa temática científica. Es debido a esta contribución pionera, que recibe en 1985 el premio ICIFUAS, que se convertirá después en la "Zener Gold Medal" en su honor. Después entra a trabajar en Westinghouse Electric Corp. Research Laboratories y catorce años más tarde, tras retirarse de esta compañía, pasa tres años en la Universidad de Texas A&M y en 1968 pasa a la universidad Carnegie Mellon como profesor de física hasta su definitivo retiro.
En esta universidad realiza investigaciones y obtuvo varias patentes sobre un sistema para la obtención de electricidad basado en los cambios de temperatura del agua de mar.
Otro de los campos de investigación en el que destacó fue el de la fricción interna de los metales y también contribuyó al desarrollo de la programación geométrica (geometric programming) para el estudio de problemas matemáticos, de ingeniería y publicó más de 100 artículos y varios libros.
Muere el 15 de julio de 1993.

## Descubrimiento realizado
- Diodo Zener
- Premio Zener, Medalla de Oro de Zener[2]

## Premios y reconocimientos
Zener fue elegido miembro del National Academy of Science en 1959, y entre los premios y medallas que recibió cabe destacar:
- Bingham Award (Society of Rheology), 1957.
- Wetherill Medal (The Franklin Institute), 1959.
- Von Hippel Award (Materials Research Society), 1982.
- ICIFUAS Prize, 1985.
- Albert Sauveur Achievement Award (American Society for Metals).
- Gold Medal (American Society for Metals).